# Тимъти Олифант
 Тази статия е за актьора Тимъти Олифант.  За други значения вижте Олифант.  
Тимъти Дейвид Олифант (на английски: Timothy David Olyphant), роден на 20 май 1968 г. в Хонолулу, Хаваи, САЩ, е американски актьор. Той е син на Катрин Райт и е отгледан в Калифорния.

## Филмография
- Сноудън (2016)
- Денят на мама (2016)
- This Is Where I Leave You (2014)
- Dealin' with Idiots (2013)
- Аз съм номер четири (2011)
- Ранго (2011)
- Elektra Luxx (2010)
- The Crazies (2010)
- A Perfect Getaway (2009)
- High Life (2009)
- Stop-Loss (2008)
- Bill (2007)
- Умирай трудно 4 (2007)
- Хитман (2007)
- Catch and Release (2006)
- Съседка за секс (2004)
- A Man Apart (2003)
- Капан за сънища (2003)
- Coastlines (2002)
- Shadow Realm (2002)
- Doppelganger (2001)
- The Safety of Objects (2001)
- Head Over Heels (2001)
- Rock Star (2001)
- Да изчезнеш за 60 секунди (2000)
- The Broken Hearts Club: A Romantic Comedy (2000)
- Auggie Rose (2000)
- Advice from a Caterpillar (1999)
- No Vacancy (1999)
- Go (1999)
- 1999 (1998)
- When Trumpets Fade (1998)
- Ellen Foster (1997)
- Scream 2 (1997)
- A Life Less Ordinary (1997)
- The First Wives Club (1996)